# Kalanchoe pubescens
Kalanchoe pubescens ist eine Pflanzenart der Gattung Kalanchoe in der Familie der Dickblattgewächse (Crassulaceae).

## Beschreibung

### Vegetative Merkmale
Kalanchoe pubescens ist eine robuste, ausdauernde Pflanze, die Wuchshöhen von 0,5 bis 1,2 Meter erreicht. Sie ist vollständig und dicht mit weißen bis rötlichen, langen, einfachen, drüsigen Haaren bedeckt. Ihre stielrunden, reingrünen, oft rotpurpurn gestreiften Triebe sind aufrecht, niederliegend-aufrecht oder manchmal niederliegend und aus der Basis stark verzweigt. Die fleischigen, grünen Laubblätter sind gestielt bis sitzend. Der flache, stängelumfassende Blattstiel ist 1 bis 5 Zentimeter lang. Ihre eiförmige, elliptische bis kreisrunde Blattspreite ist 3 bis 15 Zentimeter lang und 0,5 bis 9 Zentimeter breit. Ihre Spitze ist gerundet bis gespitzt, die Basis etwas gestutzt. Der Blattrand ist regelmäßig gekerbt-gezähnt.

### Generative Merkmale

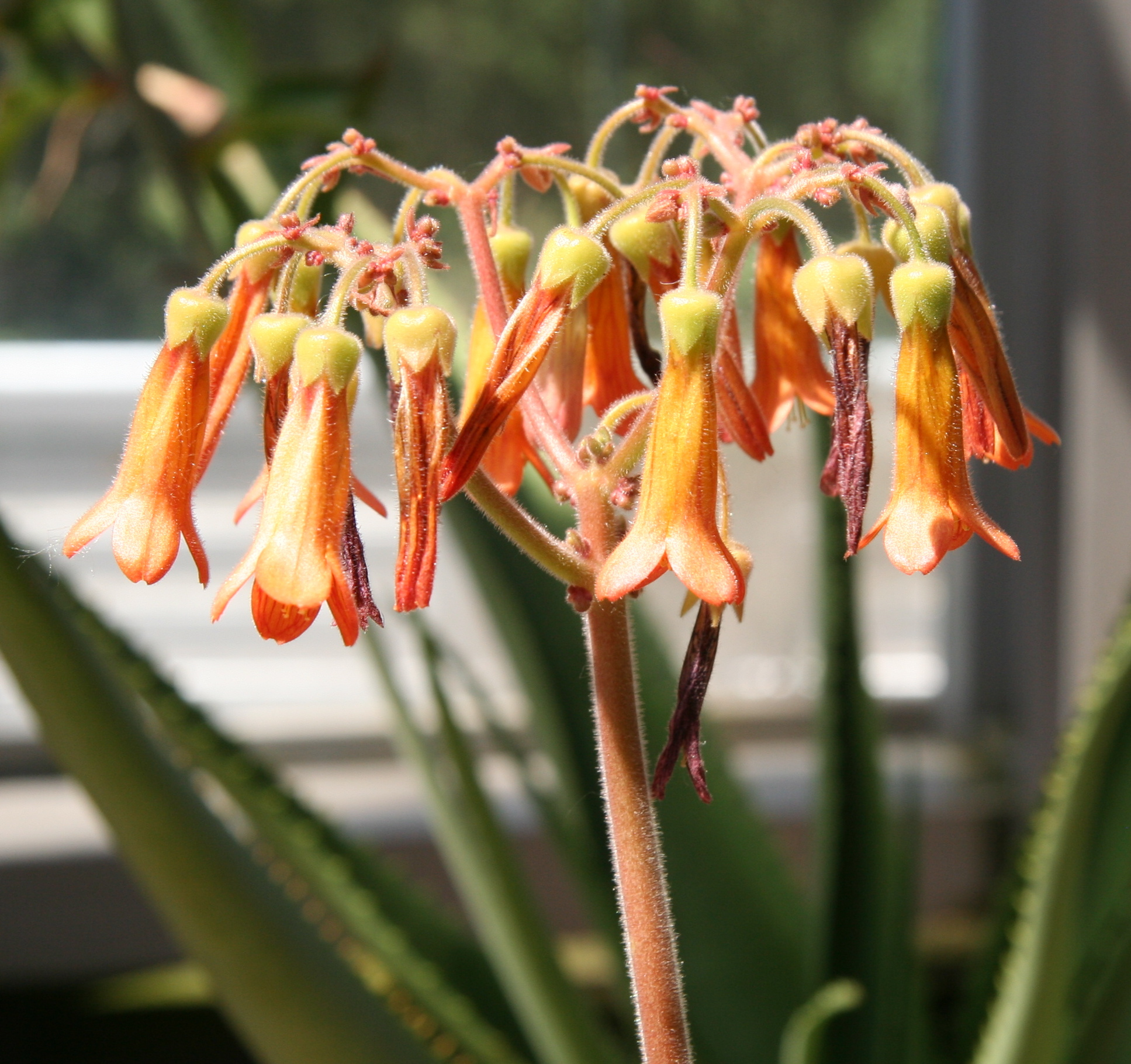
Blütenstand

Der Brutknospen tragende Blütenstand besteht aus dichten, vielblütigen, ebensträußigen Rispen von 15 Zentimeter Breite. Die hängenden Blüten stehen an schlanken, 10 bis 12 Millimeter langen Blütenstielen. Der grüne Kelch ist rotpurpurn gefleckt, die Kelchröhre ist 3 bis 6 Millimeter lang. Die dreieckigen bis eiförmigen, zugespitzten Kelchzipfel weisen eine Länge von 2,5 bis 7 Millimeter auf und sind 3,8 bis 4,8 Millimeter breit. Die glockenförmige, gelegentlich vierkantige Blütenkrone ist rosafarben, rotorangefarben bis gelb und häufig rötlich liniert. Die Kronröhre ist 14 bis 30 Millimeter lang. Ihre eiförmig bis dreieckigen, stumpfen bis ausgerandeten Kronzipfel weisen eine Länge von 4 bis 13 Millimeter auf und sind 4 bis 7 Millimeter breit. Die Staubblätter sind unterhalb der Mitte der Kronröhre angeheftet und ragen aus der Blüte heraus. Die eiförmigen Staubbeutel sind 1,2 bis 2 Millimeter lang. Die länglichen bis rechteckigen Nektarschüppchen weisen eine Länge von 1,2 bis 2 Millimeter auf. Das Fruchtblatt weist eine Länge von 13 bis 18 Millimeter auf. Der Griffel ist 13 bis 18 Millimeter lang.
Die verkehrt eiförmigen Samen erreichen eine Länge von etwa 0,7 Millimeter.

## Systematik und Verbreitung
Kalanchoe pubescens ist auf Madagaskar auf in Wäldern und Dickichten an sonnigen und feuchten Orten in Höhen von bis zu 1600 Metern verbreitet.
Die Erstbeschreibung durch John Gilbert Baker wurde 1887 veröffentlicht.

## Nachweise